# Українські барви
Українські барви — український музичний колектив, що виконує різножанрову музику і пісні українською мовою. 

## Історія
Колектив створений у Києві в 1999 році. До складу увійшли професійні музиканти, троє випускники київських вишів і один львівського. У власній творчості ансамбль намагається не обмежуватися стильово і жанрово. Виконання творів відбувається в різноманітному викладі із використанням найрізноманітніших інструментів. До репертуару квартету входять українські народні та авторські пісні, тексти, інструментальна музика, коротенькі обрядові інсценізації тощо.
Колектив провадить активну концертну діяльність в Україні та за кордоном, зокрема в США, Франції, Німеччині, Польщі, Сербії, Чорногорії, Угорщині тощо. 

## Склад
- Оксана Стебельська — спів, декламація, скрипка;
- Роман Кука — кларнет, спів, телинка, сопілка;
- В'ячеслав Філонов — скрипка, спів, гітара;
- Михайло Кашук — баян.

## Дискографія
- Етно MIX
- Шуміла ліщина
- Віночок
- З Різдвом Христовим, з Новим Роком...
- Від Різдва до Різдва
- Збірка українських творів

### Спільні проекти
- Мамина колискова
- Хотіла б я піснею стати...